# Campionati del mondo di atletica leggera 1993 - Maratona femminile
La maratona femminile si tenne il 15 agosto 1993.

## Classifica finale
| Pos                    | Atleta                          | Tempo   | Note |
| ---------------------- | ------------------------------- | ------- | ---- |
| 1                      | Junko Asari (JPN)               | 2:30:03 |      |
| 2                      | Manuela Machado (PRT)           | 2:30:54 |      |
| 3                      | Tomoe Abe (JPN)                 | 2:31:01 |      |
| 4                      | Ramilya Burangulova (RUS)       | 2:33:03 |      |
| 5                      | Madina Biktagirova (BLR)        | 2:34:36 |      |
| 6                      | Katrin Dörre-Heinig (DEU)       | 2:35:20 |      |
| 7                      | Frith van der Merwe (RSA)       | 2:35:56 |      |
| 8                      | Kimberly Rosenquist-Jones (USA) | 2:36:33 |      |
| 9                      | Kamila Gradus (POL)             | 2:36:48 |      |
| 10                     | Firiya Zhdanova (RUS)           | 2:37:59 |      |
| 11                     | Akemi Matsuno (JPN)             | 2:38:04 |      |
| 12                     | Maria Rebelo (FRA)              | 2:38:33 |      |
| 13                     | Anna Rybicka (POL)              | 2:39:44 |      |
| 14                     | Marian Sutton (GBR)             | 2:39:45 |      |
| 15                     | Judit Földing-Nagy (HUN)        | 2:41:06 |      |
| 16                     | Karen MacLeod (GBR)             | 2:41:46 |      |
| 17                     | Ana Isabel Alonso (ESP)         | 2:42:53 |      |
| 18                     | Ritva Lemettinen (FIN)          | 2:45:05 |      |
| 19                     | Jane Welzel (USA)               | 2:46:08 |      |
| 20                     | Helena Javornik (SLO)           | 2:51:06 |      |
| 21                     | Emperatriz Wilson (CUB)         | 2:54:11 |      |
| 22                     | Su Tzu-Ning (TPE)               | 2:58:37 |      |
| 23                     | Chu Winnie Ng Lai (HKG)         | 2:58:41 |      |
| Ritirate e non partite |                                 |         |      |
| —                      | Danuta Bartoszek (CAN)          | DNF     |      |
| —                      | Gabrielle O'Rourke (NZL)        | DNF     |      |
| —                      | Anne van Schuppen (NLD)         | DNF     |      |
| —                      | Claudia Metzner (DEU)           | DNF     |      |
| —                      | Birgit Jerschabek (DEU)         | DNF     |      |
| —                      | Bettina Sabatini (ITA)          | DNF     |      |
| —                      | Rosanna Munerotto (ITA)         | DNF     |      |
| —                      | Rakiya Maraoui-Quetier (MAR)    | DNF     |      |
| —                      | Ma Liyan (CHN)                  | DNF     |      |
| —                      | Sally Eastall (GBR)             | DNS     |      |